# 李勇九
李 勇九（リ・ヨング、朝鮮語: 리용구、1915年1月19日 - 1970年2月10日）は、朝鮮民主主義人民共和国の法曹。最高裁判所（現・中央裁判所）長。

## 経歴
咸鏡北道出身。1931年に少年先鋒隊中隊長を務め、同年9月には反帝青年同盟、農民協会でも活動し、延吉県（現・竜井市）依蘭溝農民協会5号村の責任者を務めた。反日人民遊撃隊に入隊したほか、東満公聴特別委員会交通処責任者、朝鮮革命博物館副館長、最高裁判所長などを務めた。1970年に死去。愛国列士陵に埋葬された。